# Aßlar
Aßlar – miasto w Niemczech, w kraju związkowym Hesja, w rejencji Gießen, w powiecie Lahn-Dill.

## Współpraca
Miejscowości partnerskie:
- Jüterbog, Brandenburgia
- Saint-Ambroix, Francja